# Josele Román
Josele Román (Gandia, 28 ottobre 1946) è un'attrice e cantante spagnola.

## Biografia
María José Peralt Román, artisticamente conosciuta come Josele Román, esordisce nel mondo artistico come ballerina, anche se ben presto scoprì la sua vocazione di attrice. Nel 1965 entra a far parte della compagnia di Conchita Montes, con la quale debutta sul palcoscenico con lo spettacolo teatrale La dama de Maxim's.
Ha girato il suo primo film, Pecados conyugales, nel 1969. Nei successivi quindici anni ha recitato in diversi film, il più delle volte come attrice non protagonista in commedie di Mariano Ozores, Vicente Escrivá e Pedro Lazaga. Fu protagonista nel cortometraggio Trailer para amantes de lo prohibido! di Pedro Almodóvar.
Nel 1985 inizia a dedicarsi alla musica, diventando produttrice, compositrice e arrangiatrice oltre che cantante o pianista per diversi gruppi musicali composti solo da ragazze.
Dal 2004 è tornata al cinema recitando in piccoli ruoli nei film Cachorro (2004) e Volando voy (2006), entrambi diretti da Miguel Albaladej.

## Filmografia parziale
- Pecados conyugales (1969)
- Dele color al difunto (1970)
- Don Erre que erre (1970)
- El alma se serena (1970)
- Black story (La historia negra de Peter P. Peter) (1971)
- La strana legge del dott. Menga, regia di Fernando Merino (1971)
- La decente (1971)
- Aunque la hormona se vista de seda (1971)
- Blanca por fuera Rosa por dentro (1971)
- Simón, contamos contigo (1972)
- ¡No firmes más letras, cielo! (1972)
- París bien vale una moza (1972)
- Vente a ligar al Oeste (1972)
- Ligue Story (1972)
- Manolo la nuit (1973)
- La curiosa, regia di Vicente Escrivá (1973)
- Jenaro, el de los 14 (1973)
- Vida conyugal sana (1974)
- Cuando los niños vienen de Marsella(1974)
- Una abuelita de antes de la guerra (1975)
- No quiero perder la honra (1975)
- El señor está servido (1976)
- Señoritas de uniforme (1976)
- La lozana andaluza (1976)
- La signora ha fatto il pieno (Es pecado... pero me gusta), regia di Juan Bosch (1977)
- Celedonio y yo somos así (1977)
- El pobrecito draculín (1977)
- Niñas... al salón (1977)
- Eva, limpia como los chorros del oro (1977)
- La supplente va in città, regia di Vittorio De Sisti (1979)
- El virgo de Visanteta (1979)
- Visanteta estate quieta (1979)
- Esperando a papá (1980)
- El donante (1985)
- Trailer para amantes de lo prohibido!, regia Pedro Almodóvar (1985) - cortometraggio
- Los ladrones van a la oficina (1993)
- Shacky Carmine (1999)
- Cachorro, regia di Miguel Albaladejo (2004)
- Volando voy, regia di Miguel Albaladejo (2006)
- Chuecatown, regia di Juan Flahn (2007)
- La que se avecina (2010)
- El Misterio de Vera Drudi (2013)
- Sor (2013)
- Cosmética Terror (2015)
- Kiki & i segreti del sesso (Kiki, el amor se hace), regia di Paco León (2016)

### Televisione
- Teatro de siempre (1969) - serie TV
- Gatos en el tejado (1988) - serie TV
- Los ladrones van a la oficina (1995-1997) - serie TV